# Asesinato de Tammy Alexander
Tammy Jo Alexander (Atlanta, Georgia; 2 de noviembre de 1963 - Caledonia, Nueva York; 9 de noviembre de 1979) fue una joven estadounidense, víctima de homicidio, cuyo cuerpo fue encontrado cerca de la ciudad de Caledonia, en el estado de Nueva York, el 10 de noviembre de 1979. Había recibido dos disparos, quedando tendida en un campo junto a la Ruta Federal 20 cerca del río Genesee, después de huir de su casa en Brooksville (Florida), a principios de ese año. Durante más de tres décadas, permaneció sin identificar con el nombre de Caledonia Jane Doe o Cali Doe, hasta que el 26 de enero de 2015 la policía del condado de Livingston anunció su identidad 35 años después de su muerte.
Alexander tenía 16 años cuando fue asesinada, aunque su edad no estaba clara para los investigadores en ese momento. La mayor parte de la evidencia forense potencial fue arrastrada por las fuertes lluvias la noche en que murió, pero sabían que había llegado al área de Caledonia desde un lugar distante y más cálido porque tenía líneas de bronceado en la parte superior del cuerpo. Los avances en la tecnología permitieron a los investigadores hacer uso de técnicas forenses nuevas y de rápida mejora para evaluar los rastros de evidencia que habían recolectado y, luego de una exitosa extracción de ADN de sus restos en 2005 y un análisis palinológico de la ropa de Alexander, concluyeron que había pasado un tiempo en Florida, el sur de California, Arizona o el norte de México antes de su muerte. Un análisis posterior de los isótopos en sus huesos brindaría más apoyo a esta conclusión. Además, se hizo un retrato de ella basado en una reconstrucción facial, con la esperanza de que alguien reconociera su imagen, y se subió a una base de datos pública en línea en 2010.
La identificación se logró sobre la base de una combinación de factores. En 2014, una nueva búsqueda de la desaparecida por parte de un amigo cercano de la escuela secundaria y la media hermana de Alexander resultó en la presentación de un nuevo informe de personas desaparecidas ante la policía en el condado de Hernando (Florida), ya que no se la había visto ni escuchado desde fines de la década de 1970. El artista de la foto reconstruida, moderador de la comunidad en línea Websleuths, notificó a la Oficina del Sheriff del condado de Livingston sobre una posible coincidencia entre las dos imágenes y, en 2015, un análisis de seguimiento de ADN mitocondrial (ADNmt) confirmó una coincidencia con la medio hermana de Alexander basada en los resultados de ADN de 2005.
El caso de Alexander fue bien publicitado en el momento en que no se identificó, y la policía del condado de Livingston continuó procesando miles de pistas del público. La investigación se estancó en 1980, lo que llevó a los funcionarios del condado a organizar su entierro como "Joven no identificada" en el cementerio de Greenmount en Dansville (Nueva York). En 1984, el asesino en serie Henry Lee Lucas confesó el crimen, pero su declaración no se consideró creíble. El autor permanece sin identificar.

## Trasfondo
Tammy Jo Alexander nació en la ciudad de Atlanta (Georgia) el 2 de noviembre de 1963 y asistió a la escuela secundaria en Brooksville (Florida). Pamela Dyson, hermana materna de Alexander, cree que la joven se fue para escapar de una casa turbulenta. Dyson tenía un padre diferente al de Alexander y, después de los 11 años, vivió con su abuela paterna. Ella dijo que el padre biológico de Alexander no era realmente parte de la vida de la niña más joven; creció con su madre y un padrastro. Su madre se había vuelto adicta a los medicamentos recetados y era emocionalmente volátil, estallando en rabietas. "Ella tomaba medicamentos recetados", dijo Dyson sobre su madre, Barbara. "Tenía tendencias suicidas. Creo que tenía problemas en ese entonces que no diagnosticaron".
La madre de Alexander, Barbara Jenkins, había trabajado como camarera en una parada de camiones, y Alexander se unió a ella de adolescente. Alexander tenía un historial de fugas en este período. Su amiga Laurel Nowell dijo que a veces habían hecho autostop junto con camioneros, una vez viajando juntas hasta California. Cuando llegaron allí, Nowell llamó a sus padres y pagaron los billetes de avión para que ambas muchachas pudieran regresar a Florida. Jenkins murió el 17 de enero de 1998, a la edad de 56 años. Su obituario incluía a Alexander como fallecida, lo que la familia había asumido que era el caso en ese momento.
Hasta la identificación, Dyson creía que su media hermana había hecho una nueva vida en algún lugar lejos de su madre y su padrastro. Ella había esperado que eso incluyera una familia feliz, con un esposo e hijos. "Pensé que solo quería irse y empezar de nuevo", dijo Dyson.

### Muerte y descubrimiento
Alexander fue descubierta en la mañana del 10 de noviembre de 1979 por un granjero de Caledonia (Nueva York), a 37 km al suroeste de la ciudad de Rochester. El granjero vio ropa roja en uno de sus campos de maíz cerca del río Genesee y fue a investigar, creyendo que había visto a un cazador sin autorización. En cambio, encontró el cuerpo de una mujer joven y se lo notificó a la policía después.
Alexander estaba completamente vestida y no mostraba signos de agresión sexual. Los investigadores inicialmente dictaminaron que había muerto de una hemorragia grave causada por dos heridas de bala, una en la cabeza sobre el ojo derecho y otra en la espalda. La herida en la cabeza indicó que aparentemente no se había girado ni se había estremecido, un fenómeno común de un disparo en la cabeza, y la herida de entrada sugería una sorpresa total. Con sus bolsillos al revés sugiriendo que cualquier identificación que portara había sido retirada, los investigadores luego la llamaron Caledonia Jane Doe o Cali Doe mientras trabajaban para identificarla.
La autopsia realizada por el médico forense indicó que Alexander había recibido un disparo en la cabeza por primera vez mientras estaba junto a la carretera que bordeaba el maizal, en o cerca de una mancha de sangre encontrada en el suelo. Luego la arrastraron al maizal, donde le dispararon de nuevo en la espalda y la dieron por muerta. Las fuertes lluvias de la noche de la muerte de Alexander se llevaron una gran parte de las posibles pruebas forenses, como rastros físicos y de ADN del perpetrador en su cuerpo y ropa.

## Investigación

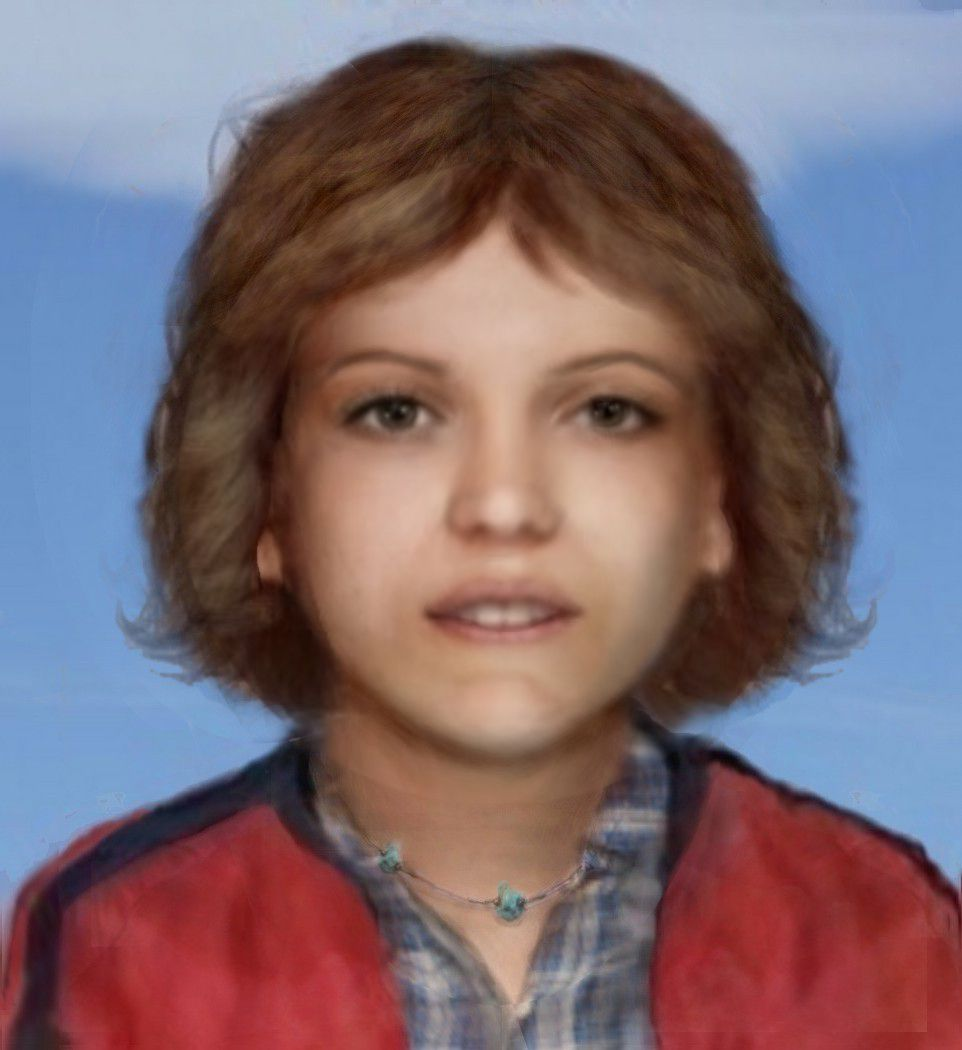
Reconstrucción facial de Alexander hecha en 2010.

En la década de 1980, John York, quien había sido uno de los primeros alguaciles adjuntos del condado de Livingston en la escena en 1979, fue elegido alguacil. Ocupó el cargo hasta 2013 y se aseguró de que la investigación de Cali Doe permaneciera activa. Antes de que fuera identificada, se estimaba que Alexander había muerto entre los 13 y los 19 años (suponiéndola nacida en algún momento entre 1958 y 1967). También se estimó que tenía una altura de 5 pies 3 pulgadas (1,60 m) y 120 libras (54 kg). Alexander fue descrita con ojos marrones y cabello castaño claro ondulado hasta los hombros que había sido aclarado unos cuatro meses antes de su muerte y estaba creciendo, y sus uñas de los pies estaban pintadas con esmalte de color coral.
Alexander tenía líneas de bronceado visibles de una blusa sin mangas o un bikini, lo que indica que podría haber venido de una región con abundante sol de octubre a noviembre, ya que las camas solares eran poco comunes en la década de 1970 y el norte del estado de Nueva York no se consideraba lo suficientemente cálido o soleado para tal bronceado durante ese período. Tenía pecas en la parte posterior de los hombros y acné en la cara y el pecho.
Los dientes estaban en condiciones naturales, sin restauraciones ni empastes. No parecía que hubiera recibido atención dental alguna vez. Algunos de los primeros y segundos molares permanentes de Alexander sufrían de caries dentales severas. De acuerdo con su apariencia joven, ninguno de sus terceros molares permanentes (muelas del juicio) había erupcionado. Su tipo de sangre era A−. Varias horas antes de su muerte, Alexander había comido maíz dulce, patatas y jamón enlatado hervido. Esto posiblemente fue en un restaurante en las cercanías de Lima, un municipio neoyorquino del condado de Livingston, donde una camarera la había visto comiendo con un hombre adulto. En el momento de la exhumación en 2005, varios de los dientes de la víctima fueron enviados para análisis de isótopos mineralógicos y forenses. La composición de sus dientes podría estar relacionada con la composición y el contenido mineral de los suministros regionales de agua potable en América del Norte, lo que permite a los investigadores determinar dónde pudo haber sido criada. Los primeros resultados sobre la proporción de oxígeno isotópico 18 O / 16 O dental indicaron que pudo haber pasado sus primeros años en la región sur o suroeste de los Estados Unidos.
Alexander vestía una chaqueta cortavientos de hombre forrada de nailon rojo con rayas negras en los brazos, marcada en el interior con la etiqueta "Auto Sports Products, Inc.", una camisa con cuello abotonada a cuadros multicolor para niño, pantalones de pana marrón claro (talla 7), calcetines azules hasta la rodilla, sujetador blanco (talla 32C), y bragas azules. Llevaba zapatos marrones con suela ondulada. La chaqueta roja de Auto Sports Products se produjo como un artículo promocional de una sola vez y no se pudo rastrear después de la distribución. También llevaba un collar de plata con tres pequeñas piedras turquesas. El collar tenía una apariencia casera y se parecía a una réplica de la joyería de los nativos americanos, fabricado en el suroeste del país. En una de las presillas para cinturón de sus pantalones colgaban dos llaveros de metal, uno con forma de corazón con un corte central en forma de llave y con la inscripción "El que sostiene la llave puede abrir mi corazón", el otro con forma de llave destinada a encajar en el recorte del corazón. Los llaveros se vendieron en máquinas expendedoras a lo largo de la autopista del estado de Nueva York, lo que llevó a los investigadores a concluir que ella y su asesino habían viajado por esa ruta.

### Evidencia de polen
En 2006, se realizó una palinología forense en la ropa usada por la víctima. Paul Chambers, un investigador contratado recientemente en la oficina del médico forense del condado de Monroe de Nueva York solicitó y recibió permiso para enviar su ropa al Laboratorio de Palinología de la Universidad de Texas A&M. Entre los tipos de polen encontrados en la ropa por los investigadores de la Universidad se encontraron los granos de Casuarina (pino australiano, o "ella roble"), Quercus (roble), Picea (abeto) y Betula.(abedul). Los granos de polen de la ropa se compararon con una muestra de control de granos de polen tomada directamente del sitio rural de Nueva York donde se encontró el cuerpo en 1979.
El roble crece ampliamente en todo Estados Unidos, y el abeto y el abedul crecen en Nueva York, entre muchos lugares del país. Pero no se encontraron granos de polen de roble, abeto o abedul en la muestra de control, y no se encontraron abetos ni abedules creciendo cerca del lugar de hallazgo del cadáver. El polen de abeto y abedul en el cuerpo no identificado procedía de especies comunes en las áreas montañosas de California.
El pino australiano es un género invasor de árboles que crece en un número limitado de lugares en América del Norte: el sur de Florida; sur de Texas; partes de México; los campus de la Universidad de Arizona y la Universidad Estatal de Arizona; y tres regiones en California: el norte de la Bahía de San Francisco, el área de San Luis Obispo y el área de San Diego. El árbol no puede sobrevivir a las estaciones de otoño e invierno en el clima templado del oeste de Nueva York, donde se encontró el cuerpo. Por lo tanto, los investigadores sabían que Alexander y su ropa habían adquirido los granos de polen de Casuarina en otro lugar.
Los investigadores creían que la región del sur de California y San Diego era la mejor ubicación geográfica de coincidencia de huellas de polen con los granos de la ropa. Con base en la evidencia de polen y las líneas de bronceado visibles de la chica, los investigadores forenses sugirieron que pudo haber estado viviendo en el suroeste de los Estados Unidos cerca de San Diego, y luego viajó (tal vez haciendo autostop) a través de las montañas de Sierra Nevada, donde el abeto y el abedul crecen, pasando por Reno (Nevada), y viajó por todo el país hasta el norte del estado de Nueva York.
Un nuevo examen de 2012 de los granos concluyó, nuevamente, que podrían haberse originado solo en California, Arizona o Florida.

### Identificación

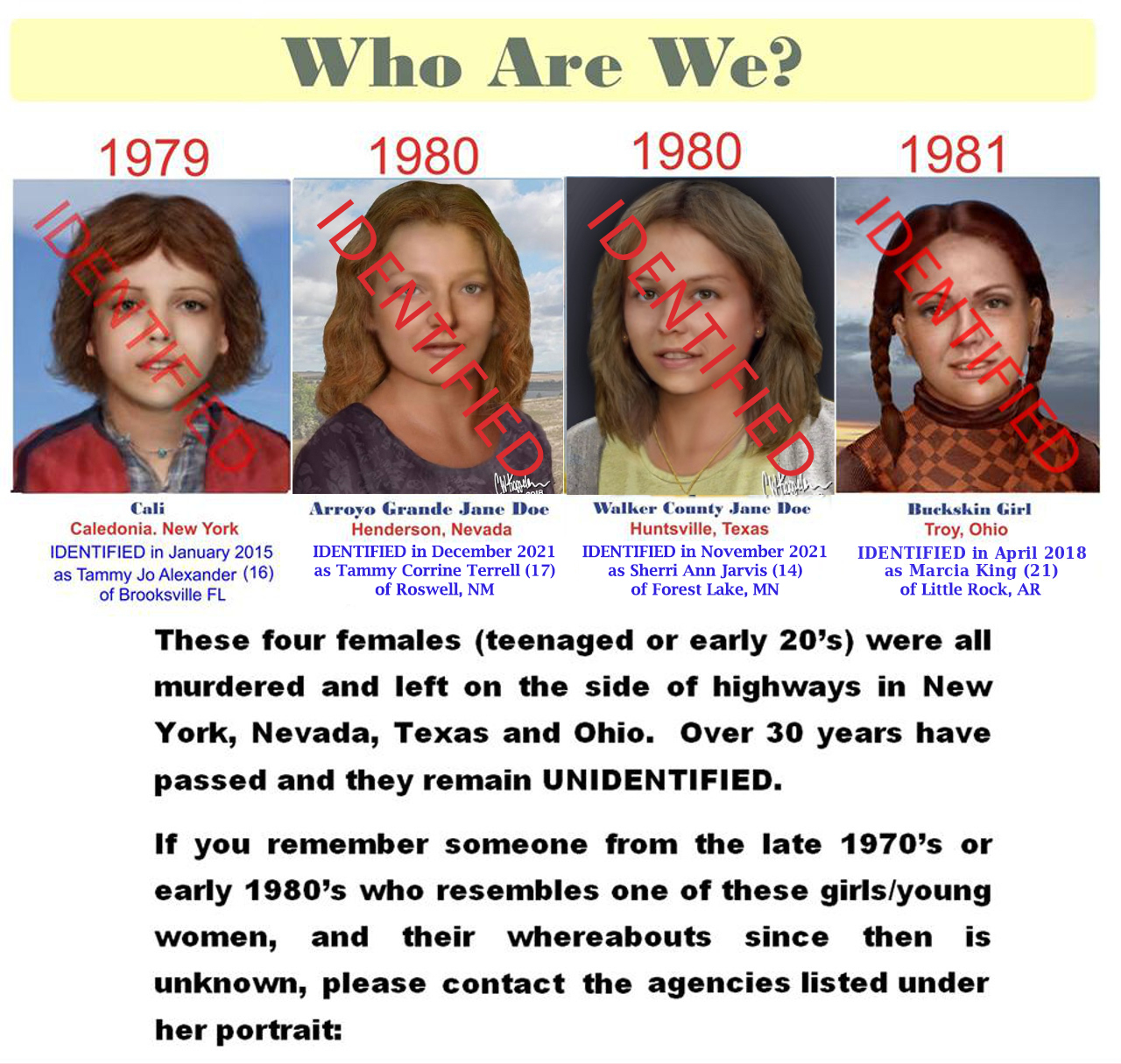
Una serie de cuatro mujeres jóvenes no identificadas cuyos rostros han sido reconstruidos forensemente, todas las cuales han sido identificadas desde entonces. Tammy Alexander se representa en primer lugar a la izquierda.
Las otras son Tammy Terrell, Sherri Ann Jarvis y Marcia King.

Alexander fue identificada formalmente el 26 de enero de 2015, más de 35 años después de su descubrimiento. Laurel Nowell, una amiga cercana en la escuela secundaria de Brooksville había comenzado a intentar comunicarse con Alexander en la década de 2010 a través de las redes sociales. Finalmente, contactó con la media hermana de Alexander, Pamela Dyson, de la Ciudad de Panamá, quien sabía que a menudo se había escapado de casa, pero Dyson no había vivido con su media hermana menor después de los 11 años. Se enteró de que nadie en su familia sabía algo del paradero de Alexander desde que se había ido en algún momento entre 1977 y 1979. Un exnovio de la víctima verificó que la había visto por última vez en la primavera de 1979. Se cree que la víctima fue recogida mientras trabajaba como camarera en la parada de camiones propiedad de sus padres.
A Dyson y Nowell les preocupaba que Alexander hubiera sido víctima de un crimen después de salir de casa. Dyson dijo que su madre reportó la desaparición de Alexander, pero desde entonces ha creído que, dado que Alexander tenía un historial de huir y regresar, era posible que la policía no hubiera tomado el caso en serio. En agosto de 2014, la oficina del alguacil del condado de Hernando les dijo que no se había presentado ningún informe de personas desaparecidas en su nombre, y lo presentó de inmediato.
Carl Koppelman, un artista de California, se encontró con el informe de "persona desaparecida" sobre Alexander como moderador de la comunidad en línea Websleuths, donde los voluntarios intentan resolver casos sin resolver, incluidos los de cadáveres no identificados. En 2010, cuatro años antes, había esbozado el retrato de "Caledonia Jane Doe" y lo había publicado en el Sistema Nacional de Personas Desaparecidas y No Identificadas (NamUs). En septiembre de 2014, vio la nueva lista de Alexander y rápidamente se dio cuenta de que eran la misma persona. Envió un correo electrónico a la Oficina del Sheriff del condado de Livingston (con copias enviadas al administrador regional de NamU, el Centro Nacional para Niños Desaparecidos y Explotados)(NCMEC) y la Oficina del Sheriff del Condado de Hernando) para informarles del gran parecido entre las dos imágenes. La policía dispuso tomar una muestra de ADN de Dyson.
En enero de 2015, la oficina del médico forense del condado de Monroe descubrió que el ADNmt del cuerpo no identificado coincidía con el de Dyson, lo que confirma que la víctima era su media hermana. Una semana después, el 26 de enero de 2015, el alguacil del condado de Livingston, Thomas Dougherty, anunció en una conferencia de prensa que Caledonia Jane Doe había sido identificada después de 35 años.
Dyson dijo que la familia decidió mantener a Alexander enterrada en el cementerio de Greenmount en Dansville, Nueva York, planeando realizar un servicio allí para ella. "Estoy realmente contenta por el cierre", dijo [Dyson]. "Pero duele saber que murió de esa manera. Es terrible, nadie debería ser disparado y arrastrado al bosque". La funeraria Dougherty en Livonia, Nueva York, dijo que valió la pena que se quitara la lápida "Jane Doe" y se reemplazara por una que dijera "Tammy Jo Alexander". Se llevó a cabo una ceremonia pública el 10 de junio de 2015, cuando se reveló la nueva lápida, que muestra el nombre y la vida útil de la víctima. Asistieron aproximadamente cien miembros de la familia y la comunidad. Dyson y otros miembros de la familia Alexander agradecieron a la policía y a la comunidad de Livingston por cuidar a Alexander y continuaron sus esfuerzos para encontrar a su asesino.
Desde entonces, Dyson ha instado a los familiares de las personas desaparecidas a ingresar los sujetos en NamU, diciendo que esta base de datos fue fundamental para lograr la identificación de su hermana.
La Oficina del Sheriff del condado de Livingston publicó tres clips de audio de la voz de Alexander el 2 de noviembre de 2020, que habría sido el cumpleaños 57 de la víctima. Se cree que ella creó las grabaciones durante julio de 1979 en una cinta de casete, que envió a su novio, quien la mantuvo en su poder hasta que se la proporcionó a la agencia de investigación.

## Autoría

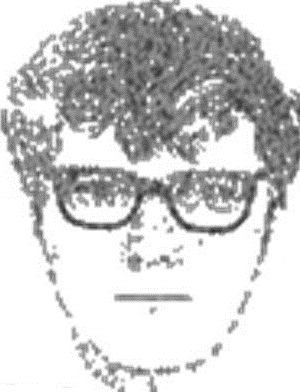
Composición facial del hombre visto con Tammy Alexander antes de su asesinato.

El alguacil Dougherty dijo que la investigación quedaría centrada en descubrir quién mató a Alexander. "Siempre hemos dicho que una de las partes más importantes de resolver este caso es conocer a la víctima", dijo a los medios. "Vamos a trabajar más duro que nunca". El ex alguacil York dijo más tarde que ya se habían investigado más de 10 000 pistas en el caso.
Alexander fue vista con un hombre blanco que conducía una camioneta color canela y usaba gafas negras con montura de alambre. Se afirmó que el hombre era una "persona de interés" en el caso, y la policía continúa buscando su identidad. La camarera del restaurante, que sirvió a la pareja la noche de la muerte de Alexander, explicó que el compañero masculino había pagado la comida.
En 1984, el asesino en serie Henry Lee Lucas confesó el asesinato de la chica no identificada, sin identificarla. Los investigadores no pudieron encontrar pruebas suficientes para respaldar su confesión. En un momento, un sheriff retirado especuló que Christopher Wilder, conocido por una serie de asesinatos de mujeres en la década de 1980, podría haber sido el responsable. Esta teoría se basaba en su interés por las carreras de vehículos, y la chaqueta de Alexander era de la misma marca de productos que se sabía que compraba. Wilder murió en un tiroteo policial en 1984 antes de que pudiera llevarse a cabo una entrevista sobre el caso Alexander.
La policía especuló que el arma homicida que utilizó el asesino fue una pistola calibre .38. Los investigadores localizaron una bala gastada en la tierra debajo del cuerpo de la chica no identificada, que compararon con cientos de otras balas disparadas con armas confiscadas. A pesar de los esfuerzos de los investigadores para rastrear armas de los Estados Unidos, Canadá, Europa y México, la bala no se ha emparejado con un arma específica.
El FBI colocó vallas publicitarias en todo el país sobre el asesinato de Alexander en un intento de obtener nueva información del público. A fines de febrero de 2015, el Departamento del Sheriff del condado de Livingston dijo que habían recibido muchos más consejos desde la identificación de Alexander, suficientes para desarrollar un escenario de eventos que llevaron a la llegada de la joven a Caledonia. Un camionero de Tennessee informó a la policía, que dijo que era una pista "significativa", después de haber escuchado una transmisión de radio que detallaba el caso.
En marzo de 2015, el departamento dijo que Alexander tenía vínculos con un antiguo "ministerio de prisiones" en Young Harris (Georgia), que se especializaba en trabajar con personas "en libertad condicional". A principios de 2016, la policía había identificado a tres varones de interés que conocían a Alexander, y lo comparó con ADN masculino hallado en su ropa. Para noviembre de 2016, el FBI había informado que ninguno de los tres coincidía con la muestra de la ropa de Alexander, y continuó recibiendo e investigando nuevas pistas en el caso.

## Casos relacionados
- Asesinato de Carol Cole, identificada 35 años después de su muerte.
- Asesinato de Michelle Garvey, identificada 32 años después de su muerte.
- Asesinato de David Stack, identificado 39 años después de su muerte.